# Liste des musiques les moins appréciées par la critique
 (mai 2022).
Améliorez-le ou discutez des points à vérifier. 
 (mai 2022).
Cette liste contient des albums ou des chansons qui ont été considérés comme constituant la pire musique jamais faite par plusieurs combinaisons de critiques musicaux, diffuseurs télévisuels (comme MTV et VH1), stations de radio, compositeurs et sondages publics.

## Albums

### Années 1960 et 1970
Philosophy of the World, The Shaggs (1969)
The Shaggs est un groupe de quatre sœurs qui a enregistré cet album à la demande de leur père malgré le fait qu'elles n'avaient qu'une connaissance rudimentaire de la musique populaire. L'album eut une plus grande distribution en 1980 quand il attira l'attention (dont beaucoup était ironiquement positive) pour être si mauvais qu'il en est devenu bon. Chris Connelly, de Rolling Stone, écrit que : « Sans exagérer, [Philosophy of the World] peut être considéré comme étant le pire album jamais enregistré ». The New York Times le qualifia de « pire album rock jamais fait ». Les Shaggs elles-mêmes furent consternées par ce disque. Parmi les personnes qui ont aimé l'album malgré (ou même en raison de) ses défauts, Debra Rae Cohen de Rolling Stone, y fit référence comme étant « le disque merveilleux le plus malade, le plus incroyablement horrible que j'aie entendu depuis des lustres ». AllMusic donna à l'album une note de 4.5 étoiles sur 5. Blender le plaça, en 2007, 100e sur une liste des « 100 plus grands albums Indie-Rock de tous les temps », et il servit d'influence à des musiciens tels que Kurt Cobain, Frank Zappa, Kimya Dawson et Deerhoof.
Lord Sutch and Heavy Friends, Screaming Lord Sutch (1970)
Ce supergroupe fut dirigé par Sutch, un pionnier dans le genre de l'horror rock. Il comprenait certains des musiciens rock les plus connus de la Grande-Bretagne, tels que Jimmy Page (qui a aussi produit l'album) et John Bonham (tous deux issus de Led Zeppelin), le guitariste Jeff Beck, le claviériste de session Nicky Hopkins, et Noel Redding, le bassiste du Jimi Hendrix Experience. Beaucoup de ces interprètes ont renié l'album lors de sa parution. Il fut, en 1998, mentionné en tant que pire disque jamais sorti dans un sondage de la BBC. Rolling Stone nomma Sutch « absolument terrible » et déplora le fait que la collection de musiciens talentueux qui étaient à la main sonnait « comme une parodie d'eux-mêmes ».
Attila, Attila (1970)
Attila est le seul album du duo psychédélique rock Attila, notable pour avoir en son sein le jeune Billy Joel. Stephen Thomas Erlewine d'AllMusic écrit : « Attila est indubitablement le pire album sorti de l'histoire du rock & roll—merde, de l'histoire de la musique qui a été enregistrée elle-même. Il y a eu beaucoup de mauvaises idées dans le rock, mais aucune d’entre elles ne peuvent battre la stupidité colossale d'Attila ». Joel a qualifié l'album de « connerie psychédélique ».
Tony Sings the Great Hits of Today!, Tony Bennett (1970)
Bennett, en plein milieu d'effondrement de carrière, enregistra l'album sous la pression de Clive Davis de Columbia Records. Il consiste en reprises de chansons des années 1960, et bien qu'il y ait eu quelques efforts pour sélectionner des chansons en adéquation avec les standards du style du Great American Songbook de Bennett, il n'était pas enthousiaste à l'idée d'enregistrer le contenu, qu'il trouvait banal. Des critiques rétrospectives par Allmusic et Time considéraient l'album comme un « désastre »,. Un reproche spécifique consista en le refus de Bennett de chanter « Eleanor Rigby » ; à la place, il récita la chanson à la manière de William Shatner. L'album mena à une rupture mutuelle entre Columbia et l'artiste, dont la carrière ne remonterait pas jusqu'à ce que son fils Danny la ressuscite dans les années 1980.
Having Fun with Elvis on Stage, Elvis Presley (1974)
Cet album est une compilation d'extraits de concerts d'Elvis, qui ne contient presque pas de véritable musique et consiste principalement en des plaisanteries et des blagues effectuées entre les chansons. Plusieurs de ces blagues font référence à des chansons spécifiques qui ne sont pas présentes sur l'album. Il se retrouva en 1991 en première place sur la liste des pires albums de rock n' roll dans le livre The Worst Rock and Roll Records of All Time de Jimmy Guterman et Owen O'Donnell, qui critiquaient le manque de musique sur l'album.
Metal Machine Music, Lou Reed (1975)
Consistant entièrement en feedbacks de guitare, l'album Metal Machine Music fut classé deuxième dans le livre The Worst Rock 'n' Roll Records of All Time de Jimmy Guterman et Owen O'Donnell. En 2005, Q Magazine inclut l'album dans une liste des « Dix Albums terribles faits par de grands artistes », et l'a classé quatrième dans sa liste des cinquante pires albums de tous les temps.
La bande sonore de Sgt. Pepper's Lonely Hearts Club Band, Multi-interprètes (1978)
C'est cet album de reprises glam rock et disco des Beatles qui fut considéré comme « le pire de tous les temps » par le numéro de Maxim dans sa liste des albums pop des années 1970 à 1990,. La bande sonore de ce film fut le premier album de l'histoire à avoir le statut de « retour platine », étant donné que les disquaires retirèrent plus de quatre millions de copies pour les renvoyer à leurs distributeurs. RSO Records détruisit des centaines de milliers de copies, handicapant la compagnie par une grande perte financière. Les Bee Gees, mis en vedette de manière prédominante sur la bande sonore et dans le film, furent ternis par l'échec de l'album. Cependant, ils s'en relevèrent avec leur album suivant, Spirits Having Flown, dont le succès fit passer cette bande sonore largement dans l'oubli.

### Années 1980 et 1990
Elvis' Greatest Shit, Elvis Presley (1982)
Compilation pirate sortie à titre posthume, qui consiste essentiellement en prises coupées et en une sélection de chansons provenant de bandes sonores de films d'Elvis des années 1960, faite pour souligner délibérément le pire de sa carrière. Les critiques furent largement d'accord pour dire que le compilateur de ce disque avait réussi à choisir le pire de l'œuvre d'Elvis,,,.
Thank You, Duran Duran (1995)
Thank You est un album de reprises qui fut nommé pire album de tous les temps par le magazine Q, en mars 2006. Le rédacteur en chef adjoint, Gareth Grundy, affirma que « Duran Duran était celui qui mettait tout le monde d'accord. On l'a placé dans le bureau pour qu'on puisse se rappeler à quel point il était mauvais. Parfois, ce genre de truc se rachète par quelque valeur kitsch ou l'originalité, mais il n'y en a même pas. Il n'y a rien de drôle, même pas une seule seconde, et même si on l'écoutait saoul ce truc ne nous ferait pas rire ». Ken Scott, l'ingénieur de l'album, pensa lui aussi que « ça avait assez mal tourné » et le groupe admettait que l'album était un suicide commercial. Chris Gerard de Metro Weekly le classa pire album de Duran Duran.

### Années 2000 et 2010
Playing with Fire, Kevin Federline (2006)
L'unique album enregistré de Kevin Federline, l'ex-mari de Britney Spears, est celui qui a le plus bas score sur Metacritic, avec une évaluation de 15. Il fut aussi un échec commercial, avec seulement six mille albums vendus la première semaine après sa sortie aux États-Unis.
Chinese Democracy, Guns N' Roses (2008)
Cet album fut coincé dans le purgatoire de son élaboration durant huit années, et reçut des critiques très divisées, allant de très positives à assassines. L'historien de musique populaire Stephen Davis le nomma « pire album de tous les temps ». L'éditeur de musique Ayre Dworken écrivit : « Chinese Democracy est le pire album que j'aie entendu depuis des années, si ce n'est pas de toute la partie de ma vie passée à écouter de la musique ». Il fut inclus dans la liste des « cinq atrocités sonores à jeter dans un trou noir » du magazine Wired, et est en première position dans la liste des « Dix Albums épouvantables faits par d'excellents groupes » de Guitar Player. Chinese Democracy fut classé pire album de 2008 par plusieurs publications, notamment Time Out New York, Asbury Park Press et IGN,,. Le Chicago Tribune, dans son évaluation de fin d'année, donna au disque la pire des notes (rubrique « Arts et divertissement »). Au contraire, Rolling Stone, The Guardian, Spin, ABC News et Ultimate Classic Rock ont tous inclus l'album dans leur liste de best-of de fin d'année,,,,.
Eoghan Quigg, Eoghan Quigg (2009)
L'unique album d'Eoghan Quigg fut reçu avec dérision et fut décrit par plusieurs critiques comme le pire album jamais fait. Un de ces critiques était Peter Robinson, du Guardian ; il le qualifia d'« album si mauvais qu'il serait placé au plus bas de la culture populaire s'il était possible de le classer dans la culture... ou dans le populaire ». Un autre critique affirma que « dans plusieurs décennies, l'album Eoghan Quigg d'Eoghan Quigg obtiendra le prix » du pire disque de tous les temps. Gigwise le plaça numéro un sur sa liste des vingt pires albums de 2009.
Lulu, Lou Reed et Metallica (2011)
Stuart Berman de Pitchfork Media donna à l'album une note de 1/10 et écrivit que Lulu trompait jusque dans son statut de « pire de tous les temps [...]. Pour toute l'hilarité qui devrait s'ensuivre, Lulu est un échec d'une noblesse déconcertante ». NME nota aussi que l'album était « l'un des pires albums évalués de tous les temps » et « l'un des albums des dernières années les plus démolis par la critique ». En réponse à la réaction massive des fans de Metallica, Lou Reed énonça : « Je n'ai plus de fans. Après Metal Machine Music (1975), ils ont tous pris la fuite. Qui s'en soucie ? J'ai participé à ça pour mon amusement ».
Streets in the Sky, The Enemy (2012)
Le rédacteur Rick Fulton du Daily Record rapporta que plusieurs de ses lecteurs considéraient Streets in the Sky comme se situant « parmi les pires sorties d'albums de l'année [2012], et bien sûr, de tous les temps ». Les critiques furent similairement assassines. L'album est avant-dernier sur le site AnyDecentMusic?, et fut le moins bien reçu de 2012 dans Album of the Year. John Calvert, de Drowned in Sound, donna à l'album un 0/10 sans précédent, et le décrivit comme étant de « la non musique » ; Neil Kulkarni, de The Quietus, était d'accord pour dire que l'album n'est pas « réellement de la musique » et est proche de la « merde, dans le soleil de midi, qui attire les mouches ». Les deux critiques souhaitaient qu'il n'y ait plus de futurs enregistrements du groupe,.

## Chansons
Les chansons suivantes furent considérées par les critiques, diffuseurs, compositeurs, et spectateurs comme étant « les pires de tous les temps ». Des exemples de sources incluent la liste "50 Most Awesomely Bad Songs Ever" de VH1 et "Run for Your Life! It's the 50 Worst Songs Ever!" de Blender.

### Années 1950 et 1960
Yes, Sir, That's My Baby, Harry Kari and His Six Saki [sic] Sippers (1953)
Cette reprise avec un style « faux japonais » fut un des disques publiés par l'humoriste Harry Stewart sous un alias (la plupart de ses autres disques étaient parus sous le nom de Yogi Yorgesson). Bien que les disques de Stewart fussent habituellement mal reçus, une critique brève mais particulièrement assassine dans le magazine Billboard a pu donner assez de publicité au disque pour qu'il entre dans les classements de ce même magazine et à inciter les stations de radio à le jouer. Un DJ d'une station de radio dénigra le disque en direct comme étant « le pire disque jamais écouté » par lui lorsqu'il le passa, et la mauvaise qualité du disque poussa les professionnels de la musique à enregistrer intentionnellement de mauvaises chansons selon la logique que si le single de Stewart pouvait être un tube, leur mauvaise chanson pouvait l'être aussi (un exemple en sera donné par : « There's a New Sound »).
!aaaH-aH, yawA eM ekaT oT gnimoC er'yehT, Napoleon XIV (1966)
Ce disque contient seulement la chanson « They're Coming to Take Me Away, Ha-Haaa! », un succès de Napoleon XIV (Jerry Samuels), mais jouée à l'envers. Dans le livre The Book of Rock Lists, de Dave Marsh, ce dernier décrit la chanson comme la plus insupportable qui ait jamais été placée dans un jukebox, remarquant qu'un jour, il causa l'évacuation d'un dîner de quarante clients, le temps que la chanson passe en entier (soit un peu plus de deux minutes).
Paralyzed, Legendary Stardust Cowboy (1968)
Cette chanson comporte T Bone Burnett à la batterie et consiste en des plaquages d'accords qui n'ont qu'un seul accord, des cris aléatoires et surtout inintelligibles, ainsi qu'un solo de bugle abrupt. Elle fut identifiée dans le livre The New Book of Rock Lists comme la pire chanson distribuée par une entreprise majeure. Rhino Records l’inclut aussi dans The World's Worst Records. The Legendary Stardust Cowboy développa un culte et, admiré pour son travail non orthodoxe, est restée une icône musicale outsider.
MacArthur Park, Richard Harris (1968)
En 1992, le journaliste Dave Barry du Miami Herald mena un sondage parmi ses lecteurs ; ils ont sélectionné la version originale de Harris comme le pire morceau jamais enregistré, à la fois pour ses « pires paroles » et pour être « la pire chanson en général ». Cela ne l'empêcha pas d'être au sommet des classements de musique en Europe et en Australie, de gagner en 1969 un Grammy Award pour le Best Arrangement Accompanying Vocalists, et de redevenir numéro un durant l'ère du disco grâce à une reprise de Donna Summer en 1978. La chanson sera parodiée par Weird Al Yankovic, en 1993, sous le titre Jurassic Park.
Ob-La-Di, Ob-La-Da, The Beatles (1968)
La chanson fut détestée par John Lennon et George Harrison,, et fut élue pire chanson jamais enregistrée dans un sondage organisé par Mars, Incorporated. Elle est aussi parue dans la liste des « 50 pires chansons de tous les temps » du magazine Blender.

### Années 1970 et 1980
(You're) Having My Baby, Paul Anka (1974)
Élue pire chanson par les utilisateurs de CNN.com en 2006.
Dance with Me, Reginald Bosanquet (1980)
Chanson disco dont les paroles sont narrées dans le style d'un bulletin d'informations britannique. Bosanquet avait récemment démissionné de son poste de présentateur de nouvelles pour Independent Television News. Elle fut élue en 1980 numéro un dans le Bottom 30 par les auditeurs du DJ Kenny Everett.
The Birdie Song (La danse des Canards), The Tweets (1981)
Élue en 2000 chanson la plus agaçante de tous les temps dans un sondage de Dotmusic. Le guitariste Mick Jones de The Clash la nomma lui-aussi pire chanson jamais écrite (avec Billy Don't Be a Hero de Paper Lace), tout comme Simon Burnton dans The Guardian.
Ebony and Ivory, Paul McCartney et Stevie Wonder (1982)
Ce duo utilise les matériaux servant à fabriquer les touches noires (ébène) et blanches (ivoire) sur les claviers comme métaphore de l'harmonie raciale. Elle fut élue numéro un dans un sondage de la BBC 6 Music sur les pires duos de l'histoire et dixième dans le sondage des pires chansons de tous les temps de Blender, et fut fréquemment qualifiée de « saccharine » pour la lourde approche de son sujet,.
True, Spandau Ballet (1983)
True est qualifiée de pire chanson de tous les temps par le journaliste musical Sean Daly, du St. Petersburg Times , et par le journaliste Luke Williams, du Guardian. Le collègue du second, Michael Hann, décrivit l'œuvre comme une « épouvantable chanson soul de bar à vin ». Le critique Robert Jamieson, du Seattle Post-Intelligencer, l'appela pire chanson d'amour de tous les temps. Ce titre fait aussi partie de la liste des « 10 chansons que nous ne voulons plus jamais réécouter » du Houston Press, tandis que le vers « J'ai acheté un billet pour le monde mais maintenant je suis de retour » (« I bought a ticket to the world but now I've come back again ») fut dans la liste des « 50 pires paroles pop de tous les temps », d'NME.
Agadoo, Black Lace (1984)
Cette chanson fut élue pire de tous les temps par un jury de compositeurs professionnels et d'experts professionnels dans un sondage du magazine Q,. Elle fut aussi bannie de BBC Radio 1 pour un certain temps, la chanson n'étant pas « crédible » aux yeux de ses responsables.
Sussudio, Phil Collins (1985)
Le critique Michael Saunders du Sun-Sentinel nomma Sussudio pire chanson de l'ère du rock, la décrivant comme insipide et « stupide sans contredit possible ». Le journaliste Tom Service, du Guardian, écrivit que « Sussudio m'amène à des sueurs froides […]. Il n'existe pas de son plus froid ou plus superficiel de toute la musique populaire ». Michael Musto dans The Village Voice la classa deuxième pire chanson de tous les temps et dit qu'elle « aurait pu être la chanson-thème du troisième Reich tellement elle est insidieuse et diabolique ». L'écrivain Matt Brunson, du Creative Loafing Charlotte, l’appela pire chanson des années 1980. La chanson fut aussi critiquée pour être trop similaire à 1999, de Prince ;  Mark Caro du Chicago Tribune l'étiqueta comme « plagiat ».
We Built This City, Starship (1985)
Ce single provenant de l'album Knee Deep in the Hoopla est souvent cité comme la pire chanson de tous les temps. Il fut classé premier sur la liste des pires chansons de tous les temps du magazine Blender et des « 10 pires chansons des années 1980 » dans Rolling Stone. Elle fut nommée pire chanson de tous les temps par GQ et par The A.V. Club, et fut nommée l'une des pires chansons de tous les temps dans un sondage des lecteurs du New York Post. Elle a été reniée par la co-chanteuse du groupe, Grace Slick.
Don't Worry, Be Happy, Bobby McFerrin (1988)
Cette chanson fut nommée par le critique Michael Musto du Village Voice pire de tous les temps, et fut au sommet de la liste de chansons que le DJ Bert Weiss voulait bannir pour toujours de la radio. Dans sa liste des « 50 pires chansons », Blender affirma que « c'est dur de penser à une chanson plus susceptible de vous plonger dans une consternation à tendance suicidaire que celle-ci », et fustigea aussi ses paroles « épouvantables ».

### Années 1990 et 2000
Ice Ice Baby, Vanilla Ice (1990)
Les éditeurs de Spinner classèrent cette chanson comme la deuxième pire de tous les temps, tandis que l'équipe de Blender la plaça cinquième. Un critique du Houston Press la nomma pire chanson issue de l'état du Texas, et déclara qu'elle a « fait reculer d'une décennie la cause des personnes blanches dans le hip-hop ».
Achy Breaky Heart, Billy Ray Cyrus (1992)
Cette chanson est apparue sur plusieurs listes de  « pires chansons de tous les temps ». Elle fut nommée pire de tous les temps par The Independent on Saturday, et fut deuxième dans la liste « 50 Worst Songs Ever » de Blender. Elle figure aussi en première place dans un sondage de lecteurs du Sydney Morning Herald pour déterminer la pire chanson des années 1990, et fut élue pire chanson de 1992 dans un sondage de lecteurs du Chicago Tribune.
Could It Be Magic, Take That (1992)
Cette reprise de la chanson de Barry Manilow (sortie en 1975) fut élue pire chanson de l'histoire dans un sondage public organisé par Diesel en 2004. Anthony Thornton (en) de NME dit de ce résultat que « Dieu merci, Could It Be Magic ? a enfin été reconnue pire chanson du monde. C'est le genre de chanson qui vous fait réveiller en hurlant ».
What's Up?, 4 Non Blondes (1993)
Les compositeurs Carl Barât et Stuart Braithwaite nommèrent cette chanson pire de tous les temps,.
Mr Blobby, Mr Blobby (1993)
Ce single de Noël est vu par beaucoup comme étant le pire, de tous les temps. Il fut presque premier dans diverses listes de « pires chansons » établies par des journalistes,, et dans celles créées à partir de sondages d'opinion publics,,.
Barbie Girl, Aqua (1997)
Malgré son succès, porté par la vente, en 2016, d'1 830 000 exemplaires au Royaume-Uni, cette chanson fut incluse sur certaines listes de « pires chansons », y compris une première position dans la liste des « pires chansons des années 1990 » de Rolling Stone, fondée sur un sondage de ses lecteurs, et dans la liste des « trente-deux pires singles no 1 des ventes au Royaume-Uni de tous les temps » de NME. La chanson reçut le prix NME du pire single de l'année 1998.
Life, Des'ree (1998)
Life fut le plus grand succès de Des'ree en Europe (You Gotta Be connut, en Amérique, un succès encore plus grand), mais ses paroles lui valurent des moqueries. Un couplet fut élu pour contenir les pires paroles de tous les temps par des sondages de la BBC, de l'Independent et du Herald Sun : « I don't want to see a ghost / It's the sight that I fear most / I'd rather have a piece of toast / Watch the evening news » (« Je ne veux pas voir de fantôme / C'est la vision dont j'ai le plus peur / Je préfèrerais avoir une tartine / Regarder les nouvelles du soir »).
Nookie, Limp Bizkit (1999)
Nookie fut première sur la liste des trente pires chansons jamais écrites de Buzzfeed. Le rédacteur Ryan Broderick déclara qu'« il devrait être illégal de s'appeler Fred Durst ».
Thong Song, Sisqó (2000)
Thong Song fut placé au sommet d'un sondage destiné aux lecteurs du St. Paul Pioneer Press en vue de déterminer la pire chanson de l'Histoire. Elle a aussi été classée comme sexiste.
The Christmas Shoes, NewSong (2000)
La chanson est apparue sur plusieurs listes regroupant les pires chansons de Noël,,,,. Elle fut nommée « pire chanson de Noël de tous les temps » en 2011 par Gawker.com selon un sondage basé sur les votes des commentateurs.
Who Let the Dogs Out?, Baha Men (2000)
La chanson fut au sommet du « Top 20 des pires chansons de tous les temps » de Spinner.
Big Yellow Taxi, Counting Crows avec Vanessa Carlton (2002)
Big Yellow Taxi, reprise de la chanson de Joni Mitchell, fut présente dans le film L'Amour sans préavis. The Village Voice nomma cette reprise « pire chanson des années 2000 ». NME l'inclut lui aussi sur sa liste des pires chansons des années 2000, et Ultimate Classic Rock évoqua la chanson dans sa série des Terrible Classic Rock Covers. La critique assassine du The Village Voice est archivée et accessible sur le site Internet de Joni Mitchell.
The Cheeky Song (Touch My Bum), The Cheeky Girls (2002)
La chanson fut élue « pire disque pop » par les auditeurs de Channel 4 dans un sondage en janvier 2004.
You're Beautiful, James Blunt (2005)
You're Beautiful fut élue par les amateurs de musique chanson la plus irritante jamais enregistrée, au sein d'un sondage de OnePoll. L'écrivain D. Sussman, de Spike, la surnomma « pire chanson de l'histoire de l'humanité », et les éditeurs de Gigwise la placèrent en premier dans la liste des « vingt pires chansons d'amour de tous les temps ». Elle fut aussi dans la liste des pires chansons des années 2000 sur le site Heavy.com.
My Humps, The Black Eyed Peas (2005)
Selon Robert Christgau, du Village Voice (2006), cette chanson est « une bagatelle sexuelle de Black Eyed Peas que certains considèrent comme le pire disque de tous les temps ». Le chroniqueur musical Oliver Wang, du Oakland Tribune, signala que ce morceau est « considérée par la plupart des critiques comme la pire chanson de cette décennie, voire de toute l'histoire de la musique enregistrée ». Les auteurs qui nommèrent cette chanson comme pire de tous les temps comptent dans leurs rangs Nathan Rabin (The A.V. Club), Laura Barton (The Guardian), Joseph Kugelmass (PopMatters) et Shaun Bruce (The Stranger) - ce dernier affirmant qu'elle « peut en fait représenter le plus bas degré de l'accomplissement humain ». Elle gagna la première place dans un sondage recensant les vingt chansons les plus irritantes de tous les temps, paru dans Rolling Stone, et ses paroles furent élues pires de l'histoire de la dance au sein d'un sondage de Global Gathering.
Rockstar, Nickelback (2006)
Certaines critiques la nommèrent pire chanson de tous les temps,. Peter Robinson du Guardian dit: "cette chanson ne fait littéralement aucun sens et est la pire chose de tous les temps." Elle fut deuxième dans la liste des 30 pires chansons jamais écrites de Buzzfeed. Ryan Broderick, qui a écrit cette liste, affirma que "'Rockstar' est la plus inévoquablement mauvaise [chanson] de leur catalogue. Si des aliens venaient sur terre et demandaient pourquoi tout le monde déteste tant Nickelback, cette chanson en serait la raison parfaite." Un sondage de Popjustice élit "Rockstar" en tant que pire single de l'année en 2008.

### Années 2010
Baby, Justin Bieber avec Ludacris (2010)
Le vidéoclip officiel de la chanson fut le clip comptant en 2018 le plus de pouces rouges sur YouTube. Elle fut aussi élue pire chanson jamais écrite au sein d'un sondage de Time Out.
Miracles, Insane Clown Posse (2010)
CraveOnLine la jugea pire chanson rap de tous les temps et le moment rap le plus embarrassant de tous les temps. The Phoenix la considéra pire chanson jamais enregistrée. Ses paroles furent nommées pires de tous les temps, notamment : « Putain d'aimants, comment est-ce qu'ils fonctionnent ? Et je ne veux pas parler à un scientifique / Vous tous les connards mentez, et vous me faites chier »,,,.
We Are the World 25 for Haiti, Artists for Haiti in 2010 (2010)
Il s'agit d'un remake de la chanson We Are the World de 1985, qui fut écrite par les américains Michael Jackson et Lionel Richie, et enregistrée par plusieurs chanteurs éminents au profit de la lutte contre la famine en Afrique. Cette reprise sortit le 12 février 2010 pendant la cérémonie d'ouverture des Jeux olympiques d'hiver de 2010 via un single CD et par téléchargement. La chanson fut démolie par les critiques musicaux contemporains, les nouvelles additions musicales de la chanson et le choix des interprètes ayant été pointés du doigt. Cependant, elle fut un succès commercial mondial, se classant dans le top 20 de plusieurs pays.
Friday, Rebecca Black (2011)
Friday fut largement décrite comme la pire chanson jamais enregistrée, suscitant la dérision pour son faible contenu lyrique et ses voix excessivement filtrées par de l'Auto-Tune. Elle devint un mème et fut le sujet de plusieurs parodies ridiculisantes.
Swagger Jagger, Cher Lloyd (2011)
Le chanteur Alex Greaves du groupe Missing Andy la nomma pire chanson de tous les temps. La chanson apparut dans la liste des « trente-deux pires singles no 1 au Royaume-Uni de tous les temps » de NME.
Hot Problems, Double Take (2012)
ABC News déclara que cette chanson était la pire de 2012 voire de tous les temps,.
Chinese Food, Alison Gold (2013)
Chinese Food, chanson indépendante produite par Patrice Wilson (qui a aussi produit Friday), fut critiquée pire chanson de tous les temps,,,,,, et de l'année par Time. La chanson et surtout son clip ont aussi été critiqués pour son racisme en raison de la forte présence de stéréotypes chinois en leur sein,.
Literally I Can't, Play-N-Skillz, avec Redfoo, Lil Jon et Enertia McFly (2014)
Billboard plaça cette chanson en première position sur sa liste des « 10 Worst Songs of the 2010s (So Far) ». Music Weekly la nomma pire chanson de 2014. Plusieurs médias regardèrent la chanson comme misogyne dès sa sortie.
It's Everyday Bro, Jake Paul avec Team 10 (2017)
Uproxx mit la chanson en première position sur sa liste des pires chansons de 2017.It's Everyday Bro fut aussi numéro un sur la liste des pires paroles pop de 2017 de Consequence of Sound. Une diss track, la chanson fut critiquée pour ses paroles ridicules, notamment : « J'ai juste laissé échapper quelque nouvelle marchandise et ça se vend comme une église de dieu » (« I just dropped some new merch and it's selling like a god church ») et « l'Angleterre est ma ville » (« England is my city »). Elle devint la quatrième vidéo YouTube la plus détestée ainsi que le deuxième clip YouTube le plus détesté (derrière Baby de Justin Bieber) de 2017. La chanson conduisit à une vague de reproches et d'insultes adressés à Paul.

## Autres
En 1953, après le succès de la reprise de Yes Sir... d'Harry Kari, Tony Burrello et Tom Murray, ceux-ci, mécontents du fait que leur musique « sérieuse » luttait sans succès pour trouver un public, décidèrent de lancer la compagnie de disques Horrible Records pour enregistrer intentionnellement la pire musique possible. Le label enregistra un single, There's a New Sound, par Burrello, avec sur la deuxième face Fish, par l'actrice de films muets Leona Anderson.
En 1997, les artistes Komar et Melamid ainsi que le compositeur Dave Soldier lancèrent The Most Unwanted Song (en), conçue d'après un sondage de cinq cents personnes pour déterminer les éléments musicaux et lyriques les plus agaçants. Ces éléments incluent de la cornemuse, de la musique western, un chanteur d'opéra en train de rapper et une chorale d'enfants qui pressait les auditeurs d'aller faire leurs courses chez Walmart. Telle que décrite par UbuWeb, « [Cette chanson] dure plus de vingt-cinq minutes, oscille beaucoup entre des sections bruyantes et silencieuses, entre des tempos rapides et lents [...] où chaque dichotomie se présente dans une transition abrupte ». Les artistes conceptuels ont aussi enregistré The Most Wanted Song, chanson d'amour basée sur des résultats de sondages pour qu'elle contienne les sujets et les instrumentations les plus populaires. Les deux chansons incluent, comme inside joke, des références au philosophe Ludwig Wittgenstein.
Les médias consacrés à la musique classique ont fait moins de listes de « pires musiques » que ceux consacrés à la musique populaire, que ce soit pour des compositeurs ou des pièces individuelles. Il y a néanmoins eu des articles recensant les pires enregistrements d'un morceau ainsi que les pires pochettes d'albums de musique classique.
La pire chanson jamais parue dans un film est récompensée annuellement par un Golden Raspberry Award de la pire chanson originale. Ce « prix » fut attribué à partir de la naissance des Razzies en 1980 jusqu'en 1999 et ressuscita en 2002. Il parodie l'Oscar de la meilleure chanson originale.
Certaines publications ont compilé des listes de « pires » clips musicaux jamais faits,,. Les designs de pochettes d'albums ont aussi été sujets à des listes du genre « pires de tous les temps »,,,. Les goûts individuels peuvent grandement varier, si bien que peu de consensus peut être établi. Par exemple, la chanson gagnante d'un sondage par email de CNN reçut moins de 5% du nombre total de votes.